# Filmei paxaros voando
Filmei paxaros voando és un llargmetratge documental de 2024 dirigit i escrit per Zeltia Outeiriño. La pel·lícula va guanyar el premi al millor documental a la 23a edició dels Premis Mestre Mateo.

## Argument
Zeltia, després de dues dècades a Barcelona lluny de la seva Galícia natal i de la seva mare Socorro, una dona conservadora de la qual s'ha allunyat, torna a la seva terra natal per filmar una pel·lícula i explorar el desarrelament familiar. En la seva recerca de respostes, segueix la vida del seu oncle Antonio, un artesà tèxtil amb qui s'identifica per la seva creativitat i visió de la vida. No obstant això, és amb la seva mare que es retroba de veritat, sobretot quan la salut de Socorro empitjora. Entre el rodatge i la cura, mare i filla troben un espai per curar velles ferides i compartir moments de complicitat i d'amor.
Aquesta pel·lícula tracta temes com l'atenció, l'atenció sociosanitària que la gent gran, concretament les dones, la fibromiàlgia el biaix de gènere en els diagnòstics, l'edadisme o l'homofòbia a la societat.